# Belgien i olympiska sommarspelen 1988
Belgien deltog i de olympiska sommarspelen 1988 med en trupp bestående av 59 deltagare, och totalt blev det två bronsmedaljer.

## Bågskytte
Herrarnas individuella
- Paul Vermeiren — Sextondelsfinal (→ 17:e plats)
- Patrick DeKoning — Inledande omgång (→ 44:e plats)
- Francis Noteboom — Inledande omgång (→ 53:e plats)

Herrarnas lagtävling
- Vermeiren, DeKoning, and Noteboom — Inledande omgång (→ 15:e plats)

## Cykling
Women's Individual Road Race
- Kristell Werckx — 2:00:52 (→ 23:e plats)
- Agnes Dusart — 2:00:52 (→ 36:e plats)

## Friidrott
Herrarnas 3 000 meter hinder
- William van Dijck
  1. Heat — 8:36,80
  2. Semifinal — 8:15,63
  3. Final — 8:13,99 (→ 5:e plats)

Herrarnas 20 kilometer gång
- Godfried Dejonckheere
  - Final — 1:27:14 (→ 35:e plats)

Herrarnas 50 kilometer gång
- Godfried Dejonckheere
  - Final — fullföljde inte (→ ingen placering)

Damernas maraton
- Magda Ilands
  - Final — 2:38:02 (→ 35:e plats)

- Agnes Pardaens
  - Final — fullföljde inte (→ ingen placering)

Damernas sjukamp
- Jacqueline Hautenauve
  - Slutligt resultat — 5734 poäng (→ 20:e plats)

## Fäktning
Herrarnas florett
- Thierry Soumagne

Herrarnas värja
- Stefan Joos
- Thierry Soumagne